# بيدرو موريرا (لاعب كرة قدم برتغالي)
بيدرو موريرا (بالبرتغالية: Pedro Manuel da Silva Moreira‏) هو لاعب كرة قدم برتغالي، ولد في 15 مارس 1989 في Lousada ‏ في البرتغال. شارك مع منتخب البرتغال تحت 17 سنة لكرة القدم ومنتخب البرتغال تحت 19 سنة لكرة القدم ومنتخب البرتغال تحت 21 سنة لكرة القدم. أما مع النوادي، فقد لعب مع نادي بوافيشتا ونادي بورتو ونادي جل فيسنتي ونادي ريو أفي.

## وصلات خارجية
- بيدرو موريرا (لاعب كرة قدم برتغالي) على موقع الاتحاد الأوربي (الإنجليزية)
- بيدرو موريرا (لاعب كرة قدم برتغالي) على موقع قاعدة بيانات كرة القدم.إي يو (الإنجليزية)
- بيدرو موريرا (لاعب كرة قدم برتغالي) على موقع Soccerway.com (الإنجليزية)
- بيدرو موريرا (لاعب كرة قدم برتغالي) على موقع عالم كرة القدم.نت (الإنجليزية)
- بيدرو موريرا (لاعب كرة قدم برتغالي) على موقع AS.com (الإسبانية)